# Detroit (film)
Detroit is een Amerikaanse dramafilm uit 2017 die geregisseerd werd door Kathryn Bigelow. De film speelt zich af tijdens de rassenrellen die in 1967 plaatsvonden in de stad Detroit. De hoofdrollen worden vertolkt door John Boyega, Will Poulter, Anthony Mackie en Hannah Murray.

## Verhaal
In juli 1967, enkele dagen na het uitbreken van gewelddadige rassenrellen, is de stad Detroit veranderd in oorlogsgebied en hebben de spanningen tussen de zwarte gemeenschap en de overwegend blanke  politiemacht een hoogtepunt bereikt. Wanneer Carl in het bijzijn van enkele vrienden een luchtpistool afvuurt in een bijgebouw van The Algiers Motel wordt meteen het ergste vermoed. De politie rukt uit om de zaak samen met de zwarte bewakingsagent Melvin Dismukes te onderzoeken. De agenten veronderstellen dat één of meerdere sluipschutters het op hen gemunt hebben, beschieten het gebouw en stormen binnen om de daders te arresteren. In het motel bevinden zich op dat ogenblik verschillende zwarte jongemannen, waaronder de leden van de Motown-band The Dramatics.
De inval loopt al snel uit de hand. Zowel mannen als vrouwen worden door enkele agenten hard aangepakt en bedreigd. Drie zwarte mannen komen in verdachte omstandigheden om het leven. Nadien wordt ook Dismukes onder druk gezet en gedwongen om zijn versie van de feiten aan te passen. 

## Rolverdeling
| Acteur               | Personage             |
| -------------------- | --------------------- |
| John Boyega          | Melvin Dismukes       |
| Will Poulter         | Philip Krauss         |
| Algee Smith          | Larry Reed            |
| Jacob Latimore       | Fred Temple           |
| Jason Mitchell       | Carl Cooper           |
| Hannah Murray        | Julie Ann Hysell      |
| Kaitlyn Dever        | Karen Malloy          |
| Jack Reynor          | Martin "Marty" Demens |
| Ben O'Toole          | Flynn                 |
| Nathan Davis jr.     | Aubrey Pollard jr.    |
| Peyton Alex Smith    | Lee Forsythe          |
| Malcolm David Kelley | Michael Clark         |
| Joseph David-Jones   | Morris                |
| John Krasinski       | Auerbach              |
| Anthony Mackie       | Karl Greene           |
| Laz Alonso           | John Conyers          |
| Ephraim Sykes        | Jimmy                 |
| Leon Thomas III      | Darryl                |
| Gbenga Akinnagbe     | Aubrey Pollard sr.    |
| Chris Chalk          | Frank                 |
| Jeremy Strong        | Lang                  |
| Austin Hébert        | Jack Roberts          |
| Miguel Pimentel      | Malcolm               |
| Tyler James Williams | Leon                  |
| Samira Wiley         | Vanessa               |

## Historische achtergrond
Op 23 juli 1967 viel de politie van Detroit binnen in een blind pig, een bar zonder vergunning. In de illegale bar vierden op dat ogenblik 82 zwarte personen de terugkeer van twee Vietnamsoldaten. De politie besloot alle aanwezigen te arresteren, waardoor er zich een grote menigte van toeschouwers vormde in de straat. Door de grootschalige arrestatie keerden de aanwezigen zich tegen de politie en braken er rellen uit. Enkele dagen later, in de nacht van 25 op 26 juli, stormde de politie The Algiers Motel binnen, op zoek naar één of meerdere vermeende schutters. Bij de inval werden drie zwarte mannen gedood. De betrokken agenten beweerden aanvankelijk dat de mannen al dood waren voor de politie-inval, later verklaarden de agenten dat ze geschoten hadden uit zelfverdediging.
Gedurende vijf dagen verspreidden de rellen zich over het noordwesten van de stad. Er werden diefstallen en vandalisme gepleegd, branden gesticht en in de straten vonden er vuurgevechten plaats tussen de politie en burgers. Tijdens de rellen werden er meer dan 2.400 geweren en 38 pistolen gestolen. Zelfs met de hulp van de staatspolitie van Michigan slaagde men er niet in om de orde te handhaven. 
Gouverneur George W. Romney schakelde de hulp in van de Michigan Army National Guard en president Lyndon B. Johnson stuurde zowel  de 82e als 101e Luchtlandingsdivisie naar Detroit. Na vijf dagen en 43 dodelijke slachtoffers kwam er een einde aan de rellen. De verslaggeving van de krant Detroit Free Press werd een jaar na de rellen bekroond met een Pulitzerprijs. Ook in België en Nederland werd er over de rellen bericht.

## Productie
|                                                                       |  |  |
| Detroit is de derde samenwerking tussen Kathryn Bigelow en Mark Boal. |  |  |

In januari 2016 werd bekendgemaakt dat Kathryn Bigelow een scenario van Mark Boal over de rassenrellen die in 1967 hadden plaatsgevonden in Detroit zou verfilmen. Bigelow en Boal hadden eerder al samengewerkt aan The Hurt Locker (2008) en Zero Dark Thirty (2012). De inval in The Algiers Motel had een emotionele impact op Bigelow omdat ze voor het eerst over deze gewelddadige gebeurtenis te horen kreeg in de periode van de rellen in Ferguson (2014).
In mei 2016 werd actrice Hannah Murray gecast voor een sleutelrol in de film. Een maand later werd John Boyega gecast.
Van augustus tot en met oktober 2016 werd de rest van de ensemblecast samengesteld. Onder meer Anthony Mackie, Jack Reynor, Will Poulter, John Krasinski en Jason Mitchell werden in deze periode aan het filmproject toegevoegd. Krasinski werd gecast als de advocaat Auerbach, een personage dat grotendeels gebaseerd is op advocaat Norman Lippitt. Poulter, Reynor en O'Toole werden gecast als de drie blanke agenten die beschuldigd werden van het doden van drie zwarte mannen. De namen van de agenten – David Senak, Ronald August en Robert Paille – werden voor de film veranderd in respectievelijk Krauss, Demens en Flynn.
De opnames gingen in juli 2016 van start in Boston. Er werd gefilmd in onder meer het gerechtsgebouw van Dedham, Brockton en Dorchester, een buurt in Boston. De opnames eindigden in oktober 2016.

## Release en ontvangst
Op 25 juli 2017 ging de film in wereldpremière in The Fox Theatre in Detroit, precies 50 jaar na de inval in The Algiers Motel. Detroit was de eerste film die door de distributieafdeling van Annapurna Pictures werd uitgebracht. De distributierechten voor de Benelux werden verkocht aan Entertainment One.
Detroit kreeg overwegend positieve recensies van de Amerikaanse filmpers. Op Rotten Tomatoes heeft de film een waarde van 86% en een gemiddelde score van 7,6/10, gebaseerd op 152 recensies. Op Metacritic heeft de film een gemiddelde score van 78/100, gebaseerd op 46 recensies.